# 图菲诺
图菲诺（義大利語：Tufino），是意大利那不勒斯省的一个市镇。总面积5平方公里，人口3752人，人口密度750.4人/平方公里（2009年）。ISTAT代码为063085。